# Col de Clapier
Col de Clapier ili Col du Clapier (fra. Col Clapier ili Col de Savine, tal. Colle Clapier) je 2,477 metara visok planinski prijevoj preko planinskog masiva Mont Cenis u Kotskim Alpama i Grajskim Alpama između Savoje u Francuskoj i Pijemonta u Italiji. Jahački put ide od Bramansa (1220 m) do Suse (503 m). Nema čvrstog puta.

## Arheologija
Col de Clapier smatra se mogućim putem za Hannibalov slavni prolaz kroz Alpe na njegovom putu od doline rijeke Rhone (na francuskom, Rhône ) do Italije.
Od 2004. do 2008., Patrick Hunt, znanstvenik sa Sveučilišta Stanford, vodio je brojne arheološke ekspedicije kroz Col de Clapier kako bi istražio mogućnost i vjerojatnost da je Hanibal koristio prijevoj da pređe Alpe sa svojom vojskom. Huntovo istraživanje uključivalo je topografske preglede, uzorkovanje tla i stijena, istraživanje različitih modernih i povijesnih ruta Col de Clapiera i usporedbe Polibijevih i Livijevih izvještaja o Hanibalovom putu s regionalnom i lokalnom geografijom. Vidi Hannibal u Alpama: Stanford Alpine Archaeology Project 1994-2006 .
Godine 1959. to je bila planirana ruta britanske alpske Hanibalove ekspedicije, ali odron je natjerao ekspediciju da se povuče i odvede svog slona u Susu preko Col du Mont Cenis.

## Vanjske poveznice
|  | Zajednički poslužitelj ima još gradiva o temi Col de Clapier |